# فرخزاد دوم شروانشاه
فرخزاد دوم بیست و هشتمین حاکم شروان بود. او فقط یک پادشاه در نام بود، بنابراین اطلاعات زیادی در مورد او وجود ندارد.